# Happy (Rolling-Stones-Lied)
Happy ist ein Song der Rockband The Rolling Stones, der 1972 auf dem Album Exile on Main St veröffentlicht wurde. Keith Richards, der auch als Hauptautor des Stückes gilt, singt die Hauptstimme. Happy, als zweite Single ausgekoppelt, erreichte Platz 22 der Billboard Hot 100. Die B-Seite war der Song All Down the Line vom gleichen Album.

## Geschichte
Obwohl dem Autorenduo Jagger/Richards zugeschrieben, wurde Happy im Wesentlichen von Keith Richards geschrieben. Der Song entstand im Sommer 1971 in der Villa Nellcôte in Südfrankreich, wohin die Stones Anfang 1971 aufgrund hoher Steuerbelastungen in Großbritannien ihren Wohnsitz verlegt hatten. Laut Richards entstand Happy an einem Nachmittag innerhalb von vier Stunden. Richards spielte Lead- und Rhythmusgitarre sowie Bass und sang die Hauptstimme, Mick Jagger übernahm die Begleitstimme. Zusätzlich an der Aufnahme beteiligt waren Jimmy Miller (Schlagzeug) und Bobby Keys (Perkussion); später wurden Blasinstrumente (Saxofon von Bobby Keys und Trompete/Posaune von Jim Price) dazu gemischt.
Das Doppelalbum Exile on Main St, mit Happy als erstem Titel auf Seite 3 (zehnter Titel auf dem Album insgesamt), erschien am 22. Mai 1972 in den USA, am 26. Mai 1972 in Großbritannien. Happy, als Single veröffentlicht am 15. Juli 1972, war die einzige Single der Stones mit Keith Richards als Hauptsänger, die sich in den Billboard Hot 100 positionieren konnte; sie erreichte im August 1972 Platz 22. Die Rock-Radiostation WMMR in Philadelphia, PA, wählte Happy auf Platz 15 der besten Songs der Rolling Stones.
Seit 1972 hat Richards den Song häufig in Konzerten gespielt und gesungen; er wurde zu einem seiner Markenzeichen. Aufnahmen des Songs sind auf mehreren Alben enthalten: live auf Love You Live (1977) und Live Licks (2004), die Studioversion auf den Kompilationen Made in the Shade (1975), Forty Licks (2002) und Grrr! (2012). Der Song ist zu sehen und hören auf den Videoalben Ladies and Gentlemen: The Rolling Stones (1974, aufgenommen 1972), Live at the Tokyo Dome (2015, aufgenommen 1990), Stones at the Max (1992, aufgenommen 1991), Four Flicks (2003, aufgenommen 2003–2004), The Biggest Bang (2007, aufgenommen 2006), Some Girls: Live in Texas ’78 (2011, aufgenommen 1978), Sweet Summer Sun: Hyde Park Live (2013) und L.A. Forum – Live In 1975 (2014, aufgenommen 1975).

## Coverversionen (Auswahl)
- 1975: Spirit auf dem Album Spirit of ’76
- 1977: Nils Lofgren auf dem Album I Came to Dance
- 1979: The Pointer Sisters auf dem Album Priority
- 1999: Sheryl Crow auf dem Livealbum Sheryl Crow and Friends: Live from Central Park, zusammen mit Keith Richards
- 2005: Southside Johnny & the Asbury Jukes auf dem Album Into the Harbour

Daneben wurde Happy von verschiedenen Bands und Musikern auf Konzerten gespielt, darunter The Replacements, The Black Crowes, Elvis Costello und Lucinda Williams.